# Belmonte (Portugal)
Pour les articles homonymes, voir Belmonte.
Belmonte est une municipalité (en portugais : concelho ou município) du Portugal, située dans le district de Castelo Branco et la région Centre. Elle compte 6 859 habitants et comprend cinq paroisses.
Belmonte est le lieu de naissance de Pedro Álvares Cabral, le navigateur qui découvrit le Brésil en l'an 1500. Sa statue s'élève au bord de la rue principale.

## Géographie
Belmonte est limitrophe :
- au nord, de Guarda,
- à l'ouest, de Sabugal,
- au sud-est, de Fundão,
- à l'est, de Covilhã.

## Description
Ville historique, elle montre encore de nombreux vestiges romains non loin de Malpique dans un site nommé "quinta da forneia", à Valelhas où un pont romain surplombe le ruisseau ou encore à Belmonte même, à côté du château médiéval où se trouve une église romaine entourée de tombes.
À Belmonte, l'un des derniers vestiges de type celte-ibère est visible, la "torre de centum cellas", la "tour aux cent cachots" entourée de petites habitations. Ville semblant s'être arrêtée dans le temps, avec ses maisons de granit de la "serra da estrela", la "montagne de l'étoile"; sa "fonte grande", "grande fontaine" où les habitants jeunes ou moins jeunes viennent chercher l'eau fraiche et potable qui s'écoule des hauteurs ; et non loin de là, le "baroco dos corvos", le "rocher des corbeaux" où les générations précédentes se réunissaient pour tanner les peaux de bêtes (bœufs…) nom venu des groupements de ces oiseaux qui s'y réunissaient attirés par l'odeur de la chair.
Non loin de la caserne des pompiers, un chemin serpente au milieu des champs d'oliviers et conduit à un lieu bien connu des "anciens" de la ville, "a patta do lambzomen", "l'empreinte du loup garou" en réalité un simple creux dans le rocher.

## Les Juifs de Belmonte
C'est à Belmonte que réside la dernière communauté de marranes (connus sous le nom de Juifs de Belmonte), qui sont officiellement revenus vers le judaïsme dans les années 1970 et qui ont ouvert une synagogue en 1996. En 2003, le projet Belmonte est lancé sous le patronage de la Fédération américaine séfarade, afin de lever les fonds pour acquérir le matériel nécessaire à l'éducation et à la vie juive de la communauté juive qui se monte aujourd'hui à environ 160-180 personnes. Le musée juif de Belmonte (Museu Judaico de Belmonte) a ouvert le 17 avril 2005. Durant l'été 2006, la Fédération américaine séfarade a cessé son patronage du projet Belmonte. Le musée a été rénové en 2017.
Si la majorité des Juifs de Belmonte a accepté le « retour » au judaïsme orthodoxe, « l’attachement au crypto-judaïsme reste fort. Certaines familles refusent d’aller à la synagogue et continuent d’observer les rites ancestraux ».

## Démographie
| 1801  | 1849  | 1900  | 1930  | 1960  | 1981  | 1991  | 2001  | 2011  |
| ----- | ----- | ----- | ----- | ----- | ----- | ----- | ----- | ----- |
| 2 946 | 3 969 | 6 573 | 8 190 | 9 109 | 6 765 | 7 411 | 7 592 | 6 859 |

## Subdivisions
La municipalité de Belmonte groupe 5 freguesias :
- Belmonte
- Caria
- Colmeal da Torre
- Inguias (carvalhal formoso)
- Maçainhas

## Jumelages
- Santa Cruz Cabrália (Brésil)[4]
- La Mézière (France)
- Rosh Pina (Israël)
- Belmonte (Brésil)
- São Vicente (Brésil)
- Santarém (Brésil)[5]

## Sources
- (en) Cet article est partiellement ou en totalité issu de l’article de Wikipédia en anglais intitulé « Belmonte Municipality » (voir la liste des auteurs).